# 大寺镇 (钦州市)
大寺镇，是中华人民共和国广西壮族自治区钦州市钦北区下辖的一个乡镇级行政单位。曾为钦北僮族自治县的县府驻地。

## 行政区划
大寺镇下辖以下地区：
大寺社区、屯强村、新晓村、四联村、宿禾村、天安村、屯妙村、广琅村、百庆村、屯首村、敦民村、五宁村、南间村、那桑村、大寺村、那葛村、那河村、三益村和三门滩村。